# Xã Huntsburg, Quận Geauga, Ohio
Xã Huntsburg (tiếng Anh: Huntsburg Township) là một xã thuộc quận Geauga, tiểu bang Ohio, Hoa Kỳ. Năm 2010, dân số của xã này là 3.637 người.